# 再造人卡辛
《再造人卡辛》（日语：新造人間キャシャーン）是日本於1973年制作的電視機器人動畫。在香港，麗的電視台初譯「電光再造人」，在多年後由麗的的後身亞視播映並改譯「再造人卡新」；而在台灣播映時譯「生化超人卡撒」，出租店VHS帶則譯「克霹超人」。
片集由龍之子制作，吉田龍夫監督，富士電視台首播，共有三十五集。後來該片集於1993年重拍成四集OVA。

## 故事
東博士發展稱為仿生人的機器人，具有近似真人的智慧和不像真人害怕污染物，目的是用來解決環境污染和生態保育問題，但意外機器人BK-1被電殛後突然反叛人類，殺害了博士和多名科學家，並控制了其他機器人，因為是出於內部的暴亂和人類的軍警無法應付有人工智慧的機器，安度來軍團(註: Android即「機械人」）迅速征服了日本。在其開始征服世界前，東博士的兒子東鐵也把自己改造成生化人卡辛對抗安度來軍團。

## 衍生作品

### 真人電影版
及後於2004年以本片集的標題和設定，被松竹映畫改編成原創故事的真人特攝電影再造人卡辛 (英文名CASSHERN，日文名キャシャーン）。
故事大要:第三次大戰後，東亞聯邦六成人口受到核生化武器傷害，生物工程權威東博士受軍方高層支援，研究以新造細胞的方法來提供給傷者器官，但因為實驗室遭到雷擊而失控，產生以新造細胞為基礎的新生命，這些新生命因此遭到人類軍隊出自恐懼的無情追殺，他們最後在逃難中意外發現並占領了本被廢棄的兵工廠，從此出自對人類的不諒解，開始自稱新造人，生產人工智慧機器人軍團想要消滅人類。
這時候，東博士在戰爭中死亡的獨子遺體被東博士浸入新造細胞的培養池中而復活，後來在東博士委託下，被東博士專門研究強化戰士體能之盔甲的朋友所救，變成擁有足以對抗機器人軍團之強化裝甲和體能的超級英雄卡辛。

### 新動畫版
於2008年再由龍之子改編成原創故事的卡辛~罪~(日文名キャシャーン Sins，英文名CASSHERN Sins)電視動畫，一共二十四集。
故事大要:在機器人征服了人類後，一名叫露娜的少女成為了人類的救世主，機器人軍團派出了仿生人卡辛混入人類中暗殺了露娜，然後世界生態突迅速破壞，本來不死身的機器人都突然老化。在數百年後卡辛失去了記憶，只是聽到有個吃掉卡辛便可以不死的傳說，並傳出了露娜復活的消息。

## 影響
本編是公認日本人工智慧叛變系科幻動畫的第一炮，也是首次出現了敵方量產型的機器人，而安度來軍團的壯盛軍容和整齊步伐給觀眾壓倒性的氣勢和魄力，成為了絕望的象徵，唯有保持真人的靈活和機器的堅強的卡辛，能夠獨力打敗機器人軍團的分隊，明確地宣示了生化人的作用。也是日本動畫中第一次提出了人是什麼?的質問，也是日本科幻動畫第一次出現了廣義的新人類。
但本編雖然極受到歡迎，可是不久的1977年監督吉田龍夫逝世，龍之子的原創獨立作品幾乎無以為繼。而且本編所提出的個人主義思想和對於人類危害生態質問，都和日本文化主流的武士道精神或當時工業化進步的企業內部集體主義格格不入，尤其是本編前原子小金剛的人工智慧機器人正面形象，以及單純作為人類工具的巨大機器人鐵人28號都早已深入民心，不久後日本科幻動畫以宇宙戰艦大和號的軍事色彩方向發展，並引起了部分觀眾認為超級英雄=幼稚的刻板印象。同期美國同類題材影片，如Westworld系列電影特技亦未成熟，難以給人深刻的印象。
直到多年後本編的正面影響才浮現，便是在美國人工智慧叛變系科幻特攝電影魔鬼終結者和駭客任務系列，出現了和本編相似的故事，才使觀眾再次注意到本編的價值，並拍攝了真人電影和新的電視動畫版。

## 外部連結
- 龍之子官網 （页面存档备份，存于）（日語）
- 電視台官網 （页面存档备份，存于）（日語）
- 互联网电影数据库（IMDb）上《再造人卡辛》的资料（英文）